# Voltalia
Voltalia est une entreprise française, dont l'actionnaire principal est l'Association familiale Mulliez, qui construit et exploite des centrales électriques à partir d'énergie renouvelable (hydraulique, éolien, biomasse et/ou solaire), en France (Guyane) et dans les pays émergents. L'entreprise est aussi opérateur sur le marché du carbone car, grâce à ses activités dans des pays émergents, elle peut inscrire ses projets dans le cadre du mécanisme de développement propre. Voltalia est cotée à la bourse de Paris.

## Historique
L'entreprise est fondée en 2005. En 2011, la famille Mulliez entre au capital à travers son fonds Creadev. L'entreprise est cotée sur Euronext à partir de 2014. 
En 2016, Voltalia réalise une levée de fonds auprès d'une filiale de l'Agence française de développement, en parallèle d'une augmentation de capital via la Bourse,. 
En 2018, elle intègre l'indice Gaïa, qui rassemble des entreprises avec un bon score en RSE.
En mai 2019, elle signe avec Boulanger le premier contrat de vente directe d'électricité en France, pour une centrale solaire photovoltaïque de 5 MW qui doit ouvrir en 2022, puis en juin, un contrat avec la SNCF pour la vente pendant vingt-cinq ans de la production de trois nouveaux champs solaires qui seront construits sur 136 hectares dans le Gard et le Var, pour une puissance totale de 143 mégawatts et une production prévue de 207 gigawattheures.
Le 16 mai 2019, Voltalia a annoncé préparer un système de stockage d'électricité par volant d'inertie, en complément de batterie et en juin 2019, l'entreprise lance une augmentation de capital de 376 millions d'euros, pour un objectif d'au moins 2,6 gigawatts de capacité en exploitation ou construction en 2023. 
En juillet 2020, elle conclut avec Ikea France un partenariat pour proposer le service « Solstråle » du géant suédois, à savoir la mise en place d'un service d'installation de panneaux solaires en toiture chez les particuliers. Voltalia est chargée de la pose et de l'entretien des panneaux.
Le 31 mars 2021, Voltalia annonce l'arrêt de ses activités en Birmanie. Cette annonce fait suite au coup d'État du 1ᵉʳ février qui a fait plusieurs centaines de morts.
En avril 2022, elle acquiert avec sa filiale Helexia l'entreprise Cap Sud et ses filiales, détentrices d'un portefeuille de 344 toitures agricoles photovoltaïques d'une puissance cumulée de 35 MW et 110 salariés.
En novembre 2022, Voltalia lance une augmentation de capital d'environ 490 millions € pour financer son plan de développement à 2027 ; les actionnaires historiques, la famille Mulliez à 70 % et Proparco à 2,5 %, ont indiqué participer à hauteur de leur quote-part. Voltalia veut accroître son portefeuille de projets renouvelables de 2,4 GW en 2022 à 5 GW en 2027 et gérer 8 GW pour le compte de tiers. Elle compte recentrer ses investissements sur l'Europe et le solaire, surtout les projets de toitures et parkings photovoltaïques car ils sont les plus rapides à déployer et les moins chers.

## Actionnaires
Liste des actionnaires mise à jour au 30 septembre 2019
| Nom                      | Actions    | %     |
| Voltalia Investissement  | 37 842 314 | 42,1% |
| Proparco                 | 2 139 144  | 2,38% |
| Voltalia (auto-contrôle) | 107 522    | 0,12% |

## Activités
L'entreprise construit des centrales éoliennes, solaires, à partir de biomasse et dans l'hydroélectricité. Elle est présente en 2018 dans 18 pays, notamment le Brésil, où elle vend son électricité directement à l'agro-industriel BRF. Elle développe aussi des projets de stockage d'énergie, par exemple en Guyane.
Elle commercialise une partie de l'électricité produite par ses centrales par des contrats de vente directe d'électricité, notamment à Boulanger, la SNCF et Decathlon.
La capacité de production installée de Voltalia est de 524 MW en 2018.

### En Guyane
Alors que l’électricité produite par le Barrage EDF Petit-saut ne suffit plus, et que la région veut développer les renouvelables, Voltalia a été retenu pour deux services : 
- En 2017, pour construire en 2018-2019 (mise en service annoncée au second semestre 2019) un site de stockage d’électricité dit « projet Toco » ou de la Savane des Pères. Ce sera en 2019, le plus gros site de stockage par batteries en France, avec une unité de stockage par batteries de 2,6 MW / 2,9 MWh associée à une unité photovoltaïque de 3,8 MW. Au total, le complexe de stockage Toco offre donc une capacité de stockage de 12,6 MW / 14,2 MWh[20].

- En 2018, Voltalia a aussi été retenu comme premier lauréat d’un appel à projets de la Commission de Régulation de l’Énergie (CRE) pour un projet (dit « Mana Stockage ») qui représentera 90 % de la puissance électrique stockée en Guyane. Cette double unité de stockage par batteries aura 10 MW de puissance totale installée et une capacité utile totale de 11,3 MWh. Le site est situé non loin de Toco[20]. Voltalia sera rémunéré sur 10 ans à compter de la mise en service (prévue début 2020). 
L’unité n°1 (5 MW / 4 MWh) régulera la fréquence du réseau : elle alimente le réseau en cas de baisse de fréquence induite par une chute de production ou un pic de consommation[20]. 
L’unité n°2 (5 MW / 7,3 MWh) permettra en temps réel de stocker les excédents d’électricité renouvelable pour alimenter le réseau lors de la pointe de consommation le soir, en diminuant le coût de l’électricité pour le gestionnaire de réseau[20].

## Gouvernance
L'entreprise est cotée en Bourse, la famille Mulliez restant l'actionnaire majoritaire. Elle est dirigée par Sébastien Clerc.

## R&D
Le 16 mai 2019, Voltalia a annoncé un test – en partenariat avec Energiestro – d’un prototype de volant d’inertie en béton précontraint sur son site de Toco (Guyane) où deux systèmes de stockage par batterie sont également prévus (pour une puissance cumulée totale de 10 Mw), avant éventuel déploiement à grande échelle. Avantage : pas de consommation de ressources rares, moindre coût qu’avec la fibre de carbone ou l'acier, et bien plus durable et "soutenable" que les batteries classiques.